# Cheilotrichia gloriola
Cheilotrichia gloriola är en tvåvingeart som beskrevs av Alexander 1962. Cheilotrichia gloriola ingår i släktet Cheilotrichia och familjen småharkrankar. Inga underarter finns listade i Catalogue of Life.